# 리처드 막스
리처드 노엘 막스(Richard Noel Marx, 1963년 9월 16일 ~ )는 미국의 싱어송라이터이다.

## 생애
미국 시카고 출생. 5세 때부터 아버지의 상업광고에 등장해 17세까지 CM송을 노래했다. 1987년 데뷔앨범 《Richard Marx》를 발표해 1988년 더블 플래티넘을 기록했다. 영화 《데킬라 선라이즈》의 주제곡을 작곡했으며 여성 메탈그룹 빅슨·포코·에니모션 등에게 곡을 주어 능력을 인정받았다. 1989년 두 번째 앨범 《Repeat Offender》를 발표하였다. 앨범은 트리플 플래티넘을 기록했으며, 1991년 세 번째 앨범《Rush Street》를 내놓고 내한하였다.

## 음반 목록

### 정규
- 《Richard Marx》 (1987)
- 《Repeat Offender》 (1989)
- 《Rush Street》 (1991)
- 《Paid Vacation》 (1994)
- 《Flesh and Bone》 (1997)
- 《Days in Avalon》 (2000)
- 《My Own Best Enemy》 (2004)
- 《Emotional Remains》 (2008)
- 《Sundown》 (2008)
- 《Christmas Spirit》 (2012)
- 《Beautiful Goodbye》 (2014)

## 같이 보기
- 대한항공 480편 기내 난동 사건
  - 임범준